# Francisco Javier Múnera Correa

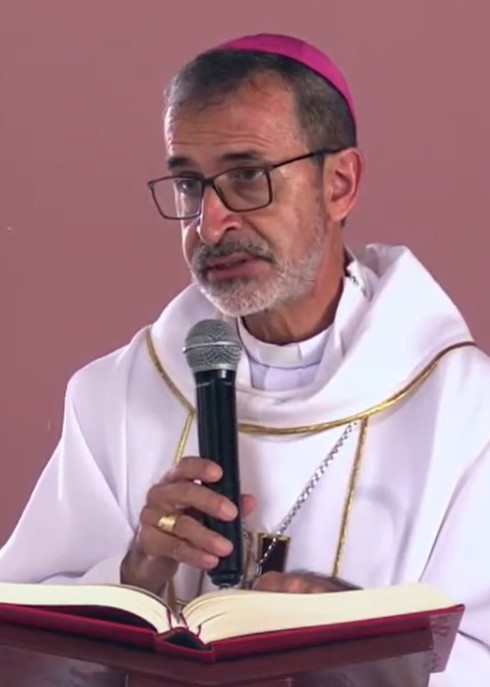
Francisco Javier Múnera Correa, 2021

Francisco Javier Múnera Correa IMC (* 21. Oktober 1956 in Copacabana) ist ein kolumbianischer Ordensgeistlicher und römisch-katholischer Erzbischof von Cartagena.

## Leben
Francisco Javier Múnera Correa trat der Ordensgemeinschaft der Consolata-Missionare bei und empfing am 8. August 1982 die Priesterweihe.
Papst Johannes Paul II. ernannte ihn am 28. November 1998 zum Apostolischen Vikar von San Vicente-Puerto Leguízamo und zum Titularbischof von Aquae Novae in Numidia. Der Kardinalpräfekt der Kongregation für die Evangelisierung der Völker, Jozef Tomko, spendete ihm am 11. Februar des nächsten Jahres die Bischofsweihe; Mitkonsekratoren waren Erzbischof Paolo Romeo, Apostolischer Nuntius in Kolumbien, und Luis Augusto Castro Quiroga IMC, Erzbischof von Tunja.
Mit der Erhebung des Apostolischen Vikariats zum Bistum San Vicente del Caguán am 30. Mai 2019 wurde er zu dessen erstem Diözesanbischof ernannt. Die Amtseinführung fand am 10. August desselben Jahres statt.
Papst Franziskus ernannte ihn am 25. März 2021 zum Erzbischof von Cartagena. Die Amtseinführung erfolgte am 22. Mai desselben Jahres.